# Oi! um bobo
『Oi! Um bobo』（オイ! ウン ボボ）は、ザ・クロマニヨンズの5thアルバムである。2010年11月10日リリース。

## 概要
前作から約1年ぶりのアルバム。
7thシングル「オートバイと皮ジャンパーとカレー」を含む全12曲入りのアルバム。初回生産限定盤、通常盤の2形態で発売された。初回生産限定盤には「ここでしか見られない!アルバム収録曲スタジオライブ3曲入り!」を収録したDVDが付いている。音源は全編モノラルでの収録となっている。

## 収録曲

### Disc 1: CD
| 全編曲: ザ・クロマニヨンズ。 |                                                       |            |       |
| #                            | タイトル                                              | 作詞・作曲 | 時間  |
| 1.                           | 「オートバイと皮ジャンパーとカレー」(先行7thシングル) | 真島昌利   | 2:26  |
| 2.                           | 「伝書鳩」                                            | 甲本ヒロト | 2:45  |
| 3.                           | 「あったかい」                                        | 真島昌利   | 2:57  |
| 4.                           | 「底なしブルー」                                      | 甲本ヒロト | 2:51  |
| 5.                           | 「キャデラック」                                      | 甲本ヒロト | 2:41  |
| 6.                           | 「多摩川ビール」                                      | 真島昌利   | 3:04  |
| 7.                           | 「ひらきっぱなし」(花王アタックNeo CMソング)          | 真島昌利   | 2:31  |
| 8.                           | 「7月4日の横田基地」                                  | 真島昌利   | 3:47  |
| 9.                           | 「ボンジュール ロマンマン」                           | 甲本ヒロト | 2:38  |
| 10.                          | 「いきもののかん」                                    |            | 2:47  |
| 11.                          | 「我が心のアナーキー」                                | 甲本ヒロト | 3:13  |
| 12.                          | 「南南西に進路をとれ」                                | 甲本ヒロト | 2:17  |
| 合計時間:                    | 合計時間:                                             | 合計時間:  | 33:57 |

### Disc 2: DVD
| #  | タイトル                             | 作詞 | 作曲・編曲 |
| -- | ------------------------------------ | ---- | ---------- |
| 1. | 「オートバイと皮ジャンパーとカレー」 |      |            |
| 2. | 「底なしブルー」                     |      |            |
| 3. | 「ボンジュール ロマンマン」          |      |            |

## 参加アーティスト
ザ・クロマニヨンズ
- 甲本ヒロト（ボーカル）
- 真島昌利（ギター）
- 小林勝（ベース）
- 桐田勝治（ドラムス）